# Filarmonica de Stat din Oradea

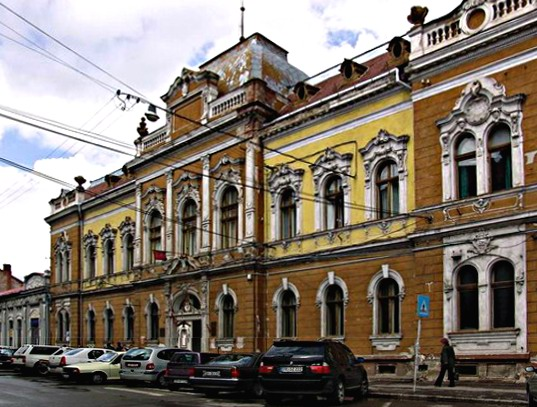
Sediul Filarmonicii de Stat Oradea

Filarmonica de Stat Oradea este o instituție muzicală românească cu o bogată activitate concertistică atât în România, cât și peste hotare. A fost înființată la 23 decembrie 1923 sub denumirea de Societate Filarmonică, pe fondul unei vieți muzicale efervescente a orașului Oradea, care merge în timp până în secolul 18. 
Din 1949 Societatea Filarmonică devine instituție de stat, sub denumirea actuală. Din 2003 filarmonica dispune de o sală de concerte proprie, care oferă noi posibilități de organizare a concertelor vocal-simfonice, educative, recitalurilor camerale și à capella.
Din 1999 până în 2006 director artistic al instituției a fost maestrul Ervin Acél.